# Malou (film)
Pour les articles homonymes, voir Malou.
Pour plus de détails, voir Fiche technique et Distribution.
Malou est un film allemand réalisé par Jeanine Meerapfel et sorti en 1981.

## Fiche technique
- Titre : Malou
- Réalisation : Jeanine Meerapfel
- Scénario : Jeanine Meerapfel, Grischa Huber et Michael Juncker
- Photographie : Michael Ballhaus
- Montage : Dagmar Hirtz
- Son : Gunther Kortwich
- Musique : Peer Raben
- Production : Inter West Film
- Pays de production :  Allemagne de l'Ouest
- Durée : 95 minutes
- Date de sortie : Allemagne de l'Ouest - 20 mars 1981[1]

## Distribution
- Ingrid Caven
- Helmut Griem
- Grischa Huber
- Ivan Desny

## Distinctions

### Récompenses
- Prix FIPRESCI du Festival de Cannes (Semaine de la critique) 1981[2]
- Meilleur nouveau réalisateur et Prix OCIC (mention) au Festival international du film de Saint-Sébastien 1981

### Sélections
- Festival international du film de Chicago 1981
- Festival Max Ophüls 1981